# Інститут Бакей
Інститут Бакей — безпартійний аналітичний центр державної політики вільного ринку. Організація, що базується в Колумбусі, штат Огайо, та заявляє, що її місія полягає у "просуванні державної політики вільного ринку в штатах".
Офіційний сайт https://www.buckeyeinstitute.org/ [Архівовано 1 квітня 2018 у Wayback Machine.]

## Історія та лідерство
У 1989 році економіст Сем Сталей заснував Дослідницький інститут міської політики (UPRI) в Дейтоні, штат Огайо.  У 1994 році UPRI був реорганізований в Інститут Бакей. Спочатку дослідники організації працювали в Державному університеті Райт. У 1999 році Інститут Бакей переїхав з Дейтона в Колумбус.
Мер Колумбуса, Грег Лашутка, був колишнім головою ради директорів організації. Метт Мейер очолював організацію з 2009 по 2011 рік. Роберт Альт, нинішній президент Інституту Бакей, взяв на себе цю роль у жовтні 2012 року.

## Організаційна структура
Інститут Бакей має декілька дослідницьких стипендіатів та вчених, відповідальних за проведення досліджень групи в різних публічних політичних дебатах, включно з охороною здоров'я, освітою та економічним розвитком. Інститут Бакей започаткував групу юридичних адвокатів — Центр конституційного права 1851 року, який у кінцевому підсумку відокремився.

## Політичні проблеми
Інститут Бакей має вісім основних напрямків: підзвітність уряду, бюджет та податки, освіта, енергетика та навколишнє середовище, федералізм, охорона здоров'я, праця та правопорядок. У кожній із цих проблемних областей співробітники інституту виробляють рецензовані звіти про політику, надають експертні свідоцтва державним законодавчим органам штату Огайо та конгресу Сполучених Штатів, подають звіти про державні та федеральні суди, включаючи Верховний Суд США.
У рамках свого підпорядкованого уряду пріоритетним напрямком в Інституті також є бази даних, які можна знайти, використовуючи загальнодоступні відомості для місцевих, державних та вищих службовців. Організація назвала свої бази даних щодо заробітної плати «запорукою прозорості» для уряду. Скарбник штату Огайо, Джош Мандель, висвітлив зусилля Інституту Бакей на своєму вебсайті прозорості.

## Податки та витрати
Інститут Бакей підтримав резолюцію щодо зменшення податку на доходи в штаті Огайо. Він двічі опублікував книгу «Поросята» — рахунок державних витрат, який він вважає марнотратним. У 2006 році організація підтримала запропоновану конституційну поправку, яка містила щорічні обмеження щодо зростання податкових надходжень та державних витрат, подібно до інших законопроєктів «Платники податків».

## Освіта
Інститут виробляє звіти та дослідження, що сприяють розвитку ринкового підходу до освіти, включно з ваучерами та чартерними школами. У 2008 році Інститут Бакей запустив базу даних, яка містить загальнодоступну інформацію про заробітну плату вчителів державних шкіл штату Огайо.